# 馬濂
馬濂（1514年—？），字濬卿，號竹崖，直隸常州府無錫縣人，明朝政治人物。

## 生平
嘉靖二十五年（1546年）丙午科應天府鄉試第三名舉人。嘉靖二十九年（1550年）中式庚戌科會試第二百三十五名，三甲第一百一十九名進士。除浙江仙居县知县，行取入京，父老讴歌曰：民送两行泪，官行一担书。授户部主事，密云管粮。嘉靖三十八年（1559年）正月被弹劾，降一级调外任。隆慶二年（1568年）復為廣西桂林府知府。

## 家族
曾祖馬綬；祖父馬珮，壽官；父馬鈍，母呂氏。具庆下。弟馬懷。
子馬希尹。孫馬世奇，崇禎進士。曾孫馬瑞，崇禎癸未進士。